# Membre du Petit-Corbeil
Le membre du Petit-Corbeil était à Paris, au clos Bruneau et appartenait aux Hospitaliers de l'ordre de Saint-Jean de Jérusalem. Il appartenait par indivis au prieuré hospitalier de Saint-Jean de Latran et au prieuré hospitalier de Saint-Jean en l'Île-lez-Corbeil du Grand prieuré de France.

## Origine
Le membre du Petit-Corbeil est une création parisienne purement hospitalière. C'est le frère Gilbert Ponchet, religieux au Prieuré hospitalier de Saint-Jean en l'Île-lez-Corbeil, que l'on doit cette maison. « Par son testament, il avoit ordonné que le loyer de cette maison seroit distribué et partagé par moitié, entre les religieux de Saint-Jean-en-l'Isle et ceux de Saint-Jean-De-Latran, avec lesquels il se retiroit du temps qu'il faisoit ses études, ».
En 1482, Saint-Jean de Latran quitta l'indivis et il renonça à tous les droits attachés. En 1783, les revenus du membre du Petit-Corbeil était de 700 livres.